# Exocoetus gibbosus
Exocoetus gibbosus är en fiskart som beskrevs av Nikolai V. Parin och Shakhovskoy 2000. Exocoetus gibbosus ingår i släktet Exocoetus och familjen Exocoetidae. Inga underarter finns listade i Catalogue of Life.